# Représentations diplomatiques au Brésil

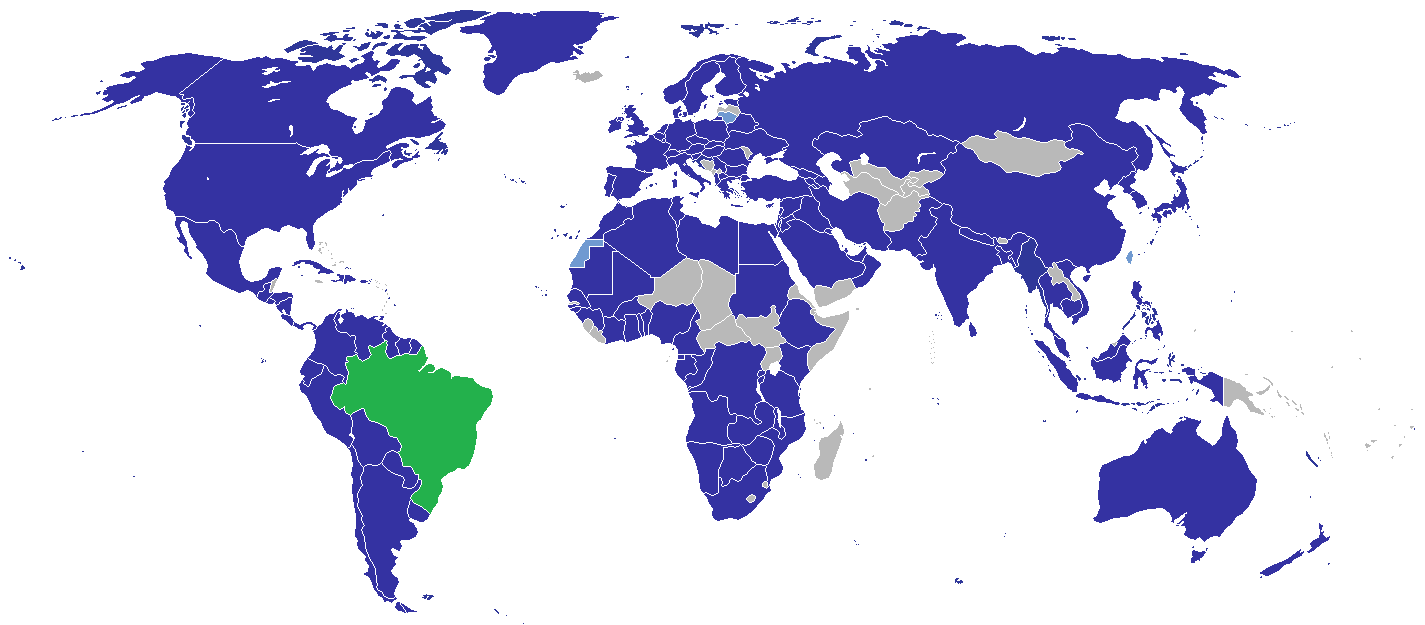
Carte des représentions diplomatiques au Brésil

Ceci est une liste des représentations diplomatiques au Brésil. À l'heure actuelle, la capitale Brasilia abrite 132 ambassades. Plusieurs autres pays possèdent des ambassades accréditées au Brésil, la plupart résident à Washington.
Les consulats honoraires sont exclus de cette liste.

## Ambassades àBrasilia
| - Afrique du Sud - Albanie - Algérie - Allemagne - Angola - Arabie saoudite - Argentine - Arménie - Australie - Autriche - Azerbaïdjan - Bahreïn - Bangladesh - Barbade - Belgique - Biélorussie - Birmanie - Bolivie - Botswana - Bulgarie - Burkina Faso - Burundi - Cameroun - Canada - Cap-Vert - Chili - Chine - Chypre - Colombie - Corée du Nord - Corée du Sud - Costa Rica - Côte d'Ivoire - Croatie - Cuba | - Danemark - Égypte - Émirats arabes unis - Équateur - Espagne - États-Unis - Éthiopie - Finlande - France - Gabon - Géorgie - Ghana - Grèce - Guatemala - Guinée - Guinée-Bissau - Guinée équatoriale - Guyana - Haïti - Honduras - Hongrie - Inde - Indonésie - Irak - Iran - Irlande - Israël - Italie - Japon - Jordanie - Kazakhstan - Kenya - Koweït - Liban - Libye | - Luxembourg - Macédoine - Malaisie - Malawi - Mali - Maroc - Mauritanie - Mexique - Mongolie - Mozambique - Namibie - Népal - Nicaragua - Nigeria - Norvège - Nouvelle-Zélande - Oman Ordre souverain de Malte - Pakistan - Palestine - Panama - Paraguay - Pays-Bas - Pérou - Philippines - Pologne - Portugal - Qatar - République démocratique du Congo - République dominicaine - République du Congo - République tchèque - Roumanie - Royaume-Uni - Russie | - Salvador - Sénégal - Serbie - Singapour - Slovaquie - Slovénie - Soudan - Sri Lanka - Suède - Suisse - Suriname - Syrie - Tanzanie - Thaïlande - Timor oriental - Togo - Trinité-et-Tobago - Tunisie - Turquie - Ukraine - Uruguay - Vatican - Venezuela - Viêt Nam - Zambie - Zimbabwe |

## Autres représentations àBrasilia
- République arabe sahraouie démocratique (Mission)
- Taïwan (Bureau économique et culturel de Taipei au Brésil (en))
- Union européenne (Délégation)

## Consulats généraux et consulats

### Bagé
- Uruguay (Consulat)

### Belém
- Japon (Consulat)
- Portugal (Consulat)
- Suriname
- Venezuela (Consulat)

### Belo Horizonte
- Argentine
- États-Unis (Bureau de l'ambassade)
- Italie (Consulat)
- Mozambique (Consulat)
- Portugal (Consulat)
- Royaume-Uni
- Uruguay

### Boa Vista
- Guyana
- Venezuela

### Brasiléia
- Bolivie (Consulat)

### Cáceres
- Bolivie (Consulat)

### Campo Grande
- Paraguay (Consulat)

### Corumbá
- Bolivie (Consulat)

### Curitiba
- Argentine (Consulat)
- Italie
- Japon
- Paraguay
- Pologne
- Portugal (Vice-consulat)

### Florianópolis
- Argentine (Consulat)
- Uruguay (Consulat général)

### Foz do Iguaçu
- Argentine (Consulat)
- Paraguay (Consulat)

### Guajará-Mirim
- Bolivie (Consulat)

### Guaíra
- Paraguay (Consulat)

### Manaus
- Colombie
- Japon
- Venezuela

### Ponta Porã
- Paraguay (Consulat)

### Porto Alegre

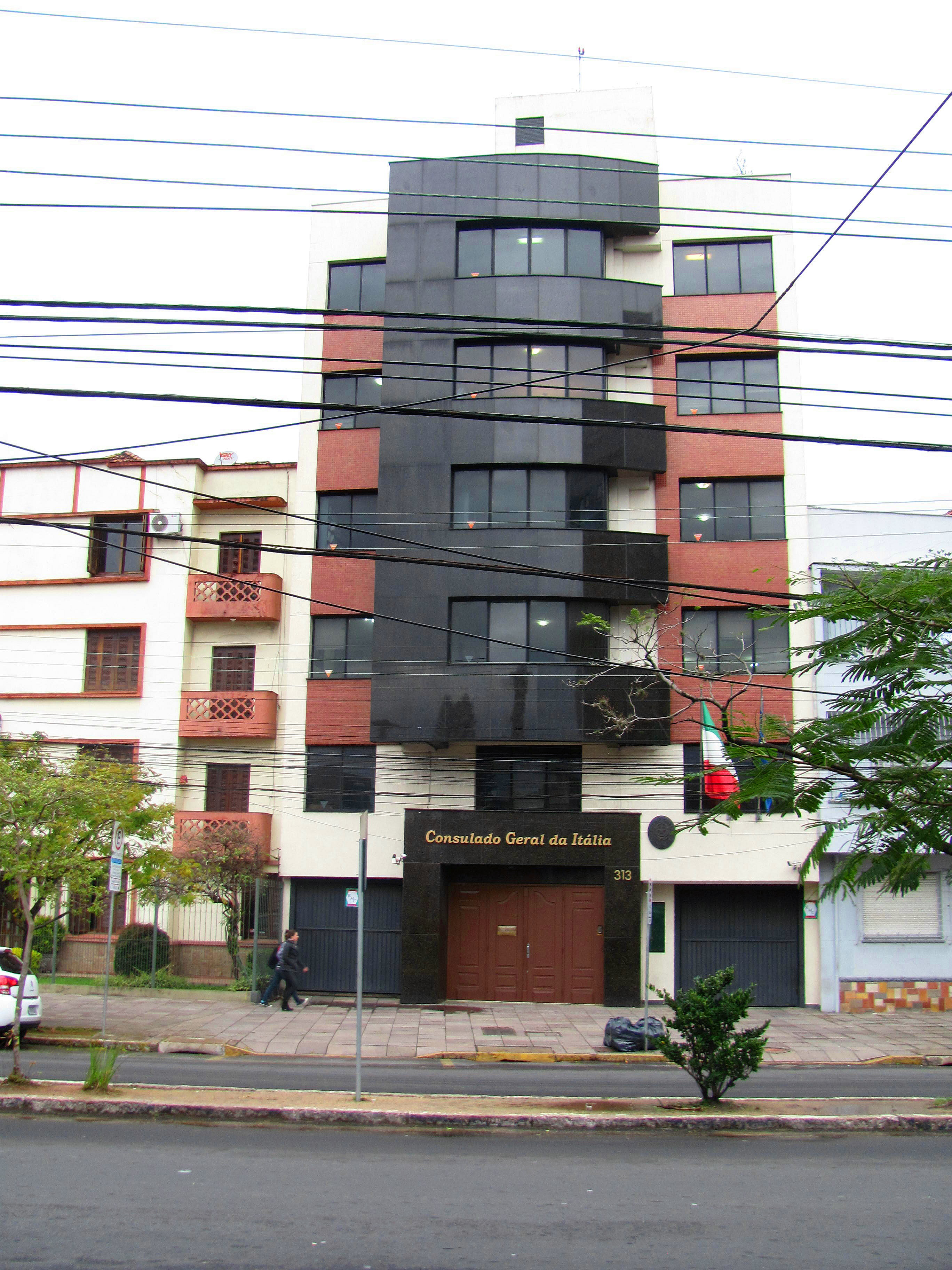
Consulat général d'Italie à Porto Alegre

- Allemagne
- Argentine
- Chili
- Espagne
- États-Unis[1]
- Italie
- Japon (Bureau consulaire)
- Paraguay (Consulat)
- Portugal (Vice-consulat)
- Uruguay (Consulat général)

### Porto Murtinho
- Paraguay (Consulat)[2]

### Quaraí
- Uruguay (Consulate)[3]

### Recife
- Allemagne
- Argentine
- Chine
- États-Unis[4]
- France
- Italie (Consulate)
- Japon
- Portugal (Vice-consulat)
- Royaume-Uni
- Venezuela

### Rio de Janeiro
- Allemagne
- Angola
- Argentine
- Belgique (Consulat)
- Biélorussie (Consulat)
- Bolivie
- Canada
- Chili
- Chine
- Égypte (Consulat)
- Espagne
- États-Unis
- France
- Guinée
- Italie
- Japon
- Liban
- Mexique
- Norvège
- Panama
- Paraguay
- Pays-Bas
- Pérou
- Portugal
- République dominicaine (Consulat)
- Roumanie
- Royaume-Uni
- Russie
- Suisse
- Uruguay
- Venezuela

### Salvador
- Argentine (Consulat)
- Espagne
- Portugal

### Santos
- Panama (Bureau consulaire)
- Portugal (Consulat)

### São Paulo
- Afrique du Sud
- Allemagne
- Angola
- Argentine
- Arménie
- Australie
- Autriche
- Belgique
- Bolivie
- Canada
- Chili
- Chine
- Colombie
- Corée du Sud
- Cuba
- Danemark
- Émirats arabes unis
- Équateur
- Espagne
- États-Unis
- Finlande (Consulat)
- France
- Grèce
- Hongrie
- Inde
- Irlande
- Israël
- Italie
- Japon
- Liban
- Lituanie
- Mexique
- Nouvelle-Zélande
- Paraguay
- Pays-Bas
- Pérou
- Portugal
- République dominicaine
- République tchèque
- Roumanie
- Russie
- Suède
- Suisse
- Syrie
- Taïwan (Bureau économique et culturel de Taipei à São Paulo)
- Turquie
- Ukraine (Consulat)[5]
- Royaume-Uni
- Uruguay
- Venezuela

### Tabatinga
- Colombie (Consulat)

### Uruguaiana
- Argentine (Consulat)

## Ambassades non-résidentes

### Belize
- Belize

### Copenhague
- Lituanie

### Koweït
- Bhoutan

### La Havane
- Cambodge
- Laos
- Yémen

### Lisbonne
- Lettonie

### Nassau
- Bahamas

### New York
- Maldives
- Vanuatu

### Ottawa
- Brunei

### Saint-Marin
- Saint-Marin

### Tallinn
- Estonie

### Washington
- Afghanistan
- Antigua-et-Barbuda
- Bosnie-Herzégovine
- Djibouti
- Dominique
- Érythrée
- Eswatini
- Gambie
- Grenade
- Islande
- Kirghizistan
- Lesotho
- Liberia
- Liechtenstein
- Madagascar
- Malte
- Maurice
- Moldavie
- Monténégro
- Niger
- Ouganda
- Ouzbékistan
- Papouasie-Nouvelle-Guinée
- République centrafricaine
- Rwanda
- Saint-Christophe-et-Niévès
- Saint-Vincent-et-les-Grenadines
- Sainte-Lucie
- Sao Tomé-et-Principe
- Seychelles
- Sierra Leone
- Soudan du Sud
- Tadjikistan
- Tchad
- Turkménistan

## Représentations fermées
| Ville          | Pays        | Représentation   | Année de fermeture | Réf    |
| -------------- | ----------- | ---------------- | ------------------ | ------ |
| Brasilia       | Afghanistan | Ambassade        | 2015               | [ 6 ]  |
| Brasilia       | Bénin       | Ambassade        | 2020               | [ 7 ]  |
| Brasilia       | Estonie     | Ambassade        | 2017               | [ 8 ]  |
| Brasilia       | Fidji       | Ambassade        | 2019               | [ 9 ]  |
| Brasilia       | Jamaïque    | Ambassade        | 2021               | [ 10 ] |
| Belém          | Colombie    | Consulat         | 1987               | [ 11 ] |
| Campo Grande   | Bolivie     | Consulat         | 2012               | [ 12 ] |
| Cuiabá         | Bolivie     | Consulat         | 2012               | [ 12 ] |
| Curitiba       | Ukraine     | Consulat         | 2014               | [ 13 ] |
| Curitiba       | Uruguay     | Consulat général | 2021               | [ 14 ] |
| Paranaguá      | Paraguay    | Consulat         | 2018               | ,      |
| Pelotas        | Uruguay     | Consulat         | 2021               | [ 14 ] |
| Porto Alegre   | Mexique     | Consulat général | 2009               | [ 17 ] |
| Rio de Janeiro | Colombie    | Consulat général | 2002               | [ 18 ] |
| Rio de Janeiro | Pologne     | Consulat général | 2008               | [ 19 ] |
| Rio de Janeiro | Grèce       | Consulat général |                    | [ 20 ] |
| Salvador       | Uruguay     | Consulat         | 2021               | [ 14 ] |
| Santos         | Paraguay    | Consulat         |                    | ,      |
| São Paulo      | Panama      | Consulat général | 2018               | [ 23 ] |
| São Paulo      | Pologne     | Consulat général | 2013               | [ 19 ] |
| Uruguaiana     | Uruguay     | Consulat         | 2002               | ,      |